# سيد الخواتم: البرجان
سيد الخواتم: البرجان (بالإنجليزية: The Lord of the Rings: The Two Towers) هو فيلم فنتازيا ملحمي صدر عام 2002 للمخرج بيتر جاكسون وهو الثاني من ضمن ثلاثية سيد الخواتم المبني على المجلد الثاني لرواية سيد الخواتم الذي يحمل نفس الاسم للكاتب ج. ر. ر. توكين. سبق الفيلم سيد الخواتم: رفقة الخاتم (2001) واتبع بعودة الملك (2003).

## القصة
بعد يقظتهما من حلم اقتتال غاندالف مع الشيطان بارلوغ، يجد فرودو باغنز ورفيقه ساموايز غامجي نفسيهما تائهين في إمين مويل قرب موردور وسرعان ما يُدركان أن غولوم، مالك الخاتم الأوحد السابق، يلاحقهما. بعد أن يلقيا القبض عليه، يعطف فرودو على غولوم ويقرر استخدامه كمرشدٍ إلى موردور، صارفًا النظر عن اعتراضات سام.
في هذه الأثناء، يطارد أراغورن وليغولاس وغيملي الأوروك هاي سعيًا لإنقاذ رفيقيهما ميري وبيبين. يقع الأوروك هاي في قبضة مجموعة من الروهانيين، وقتما يهرب زوج الهوبيت إلى غابة فانغورن ويصطدمان مع مخلوق إنتٍ اسمه تريبيرد. يلتقي أراغورن ومجموعته بالروهانيين وقائدهم إيومير لاحقًا، الذي يُفصح أن ملكهم ثيودين قد نفاه وجماعته بعد أن تلاعب به سارومان وخادمه غريما وورمتونغ وجعلاه يغض النظر عن قوات سارومان المستفحلة في روهان. أثناء بحثهم عن ميري وبيبين في غابة فانغورن، يصادف أراغورن ومجموعته غاندالف، الذي أُعيد بعثه بصفة غاندالف الأبيض ليساعد في إنقاذ الأرض الوسطى بعد استسلامه لجراحه التي تلقاها أثناء قتله بارلوغ في موريا.
تسافر مجموعة أراغورن إلى إيدوراس عاصمة روهان، حيث يحرر غاندالف ثيودين من تأثير سارومان ويُنفى وورمتونغ. بعد أن يعلم ثيودين بمخططات سارومان لمحو روهان بجيش الأوروك هاي خاصته، يقرر ثيودين ترحيل مواطنيه إلى هليمز ديب، حصن عتيق كان ملاذًا لشعب روهان في الأزمنة الغابرة، بينما يرحل غاندالف بغية كسب عون جيش إيومير. يبني أراغورن صداقة مع ابنة أخ ثيودين، آيوين، التي سرعان ما تُتَيّم به. في تلك الليلة، يراود أراغورن حلمٌ يلتقي فيه بآروين التي تخبره بوجوب رحيله مع فرودو وتطمئنه في لحظات ضعف ثقته بنفسه أن طريقه مجهز له. عندما يهاجم الملتجئين قطيع من أوركس يمتطون مخلوقات الوارغ أرسلهم سارومان، يهوي أراغورن عن جرف ويُفترض موته. على كلٍ، يوقظه حصانه بريغو ويأخذه إلى هيلمز ديب. في الليلة نفسها، يخبر اللورد إلروند ابنته آروين أن أراغورن ليس بعائدٍ. يخبرها أن بقاءها في الأرض الوسطى لن يجلب عليها إلا الموت والخراب، وأنه حتى في حال نجا أراغورن وأصبح ملك غوندور، وحتى لو هُزم ساورون مرة أخرى، ستموت وحيدة. يُقنعها هذا أن ترحل على مضض إلى فالينور. ينضم إلى المدافعين في هيلمز ديب فرقة من جان لوثلورين. يصل جيش الأوروك هاي إلى هيلمز ديب تلك الليلة وتدور رحى معركة تدوم الليل بطوله. يخترق الأوروك هاي السور الخارجي مستخدمين متفجرات شبيهة بالبارود ويُجبرون من بقي من المدافعين على التقهقر إلى القلعة الداخلية.
يحضر تريبيرد كلًا من ميري وبيبين، بعد أن أقنعاه أنهم حلفاء، إلى مجلس للإنت في فانغورن حيث يقرر الإنت أنهم لن ينخرطوا في الحرب. يطلب بيبين بعدها من تريبيرد أن يأخذه ناحية آيزنغارد، حيث يشهدون الخراب الذي سببته جهود سارومان الحربية للغابة. يثور تريبيرد ويستدعي الإنت الذين يجتاحون آيزنغارد، ويُغرقون الأوركس بتخريب سدهم على النهر ويحاصرون سارومان في برج أورثانك.
في هيلمز ديب، يقنع أراغورن ثيودين القانط بالخروج لملاقات الأوروك هاي في هجوم أخير. يصل خيالة غاندالف وإيومير عند شروق الشمس، ويقلبون موازين المعركة. يفر الأوروك هاي بعدها إلى غابة فانغورن، التي اقتربت من المعركة إثر إلحاح تريبيرد، حيث دُمرت فلولهم. يحذر غاندالف أن انتقام ساورون سيكون مريعًا وسريعًا.
في هذه الأثناء، يقود غولوم فرودو وسام عبر الأهوار الميتة إلى البوابة السوداء لكنه يقنعهم بدخول موردور عبر طريق بديل. يقع فرودو وسام بعدها أسرًى لحراس إيثيلين بقيادة فارامير، أخو بورومير. يساعد فرودو فارامير على القبض على غولوم لإنقاذه من الموت ويعرف فارامير قصة الخاتم الأوحد ويأخذ أسراه إلى غوندور ليفوز باحترام والده. بينما يعبرون عبر مدينة أوسغيلياث الغوندورية المحاصرة، يكشف سام أن الخاتم قاد بورومير للجنون وأنه حاول أخذه. يكاد نازغول مهاجم يقبض على فرودو، الذي يتهجم على سام للحظة قبل أن يعود إلى رشده، مجبرًا سام على تذكيره بأنهم يقاتلون من أجل الخير المتبقي في الأرض الوسطى. يُعجب فارامير بفرودو ويطلق سراحهم وغولوم. بينما يقود زوج الهوبيت مرة أخرى، يقرر غولوم الثأر من فرودو واستعادة ملكية الخاتم عبر سَوقهم إلى مغارة العنكبوت العملاق «شيلوب» فوق نهر كيريث أنغول.

## روابط خارجية
- سيد الخواتم: البرجان على موقع IMDb (الإنجليزية)
- سيد الخواتم: البرجان على موقع ميتاكريتيك (الإنجليزية)
- سيد الخواتم: البرجان على موقع الموسوعة البريطانية (الإنجليزية)
- سيد الخواتم: البرجان على موقع روتن توميتوز (الإنجليزية)
- سيد الخواتم: البرجان على موقع نتفليكس (الإنجليزية)
- سيد الخواتم: البرجان على موقع قاعدة بيانات الأفلام العربية
- سيد الخواتم: البرجان على موقع ألو سيني (الفرنسية)
- سيد الخواتم: البرجان على موقع Turner Classic Movies (الإنجليزية)
- سيد الخواتم: البرجان على موقع أول موفي (الإنجليزية)
- سيد الخواتم: البرجان على موقع بوكس أوفيس موجو (الإنجليزية)